# Джорджиян Бей Айландс
Джорджиян Бей Айландс е национален парк в Канада, създаден през 1929 г. с големина от 13 км2. Парка включва 59 острова разположени край югоизточния бряг на Джорджиян Бей. Много от тези острови са част от Канадския щит. Макар и малък по размер паркът защитава няколко специфични застрашени животински и растителни вида. Остров Босолел, най-големият остров в парка е едно от последните местообитания на гърмящата змия, единствената отровна змия в източна Канада. Парка се слави с най-голямото разнообразие от влечуги и земноводни сред парковете в Канада.
Островите в парка са били използвани от местните хора в продължение на 4000 години. Днес парка се слави като място за лодки. Има изградени 9 пристана за лодки и няколко къмпинга на остров Босолел достъпни само с лодка.